# Coeloplana astericola

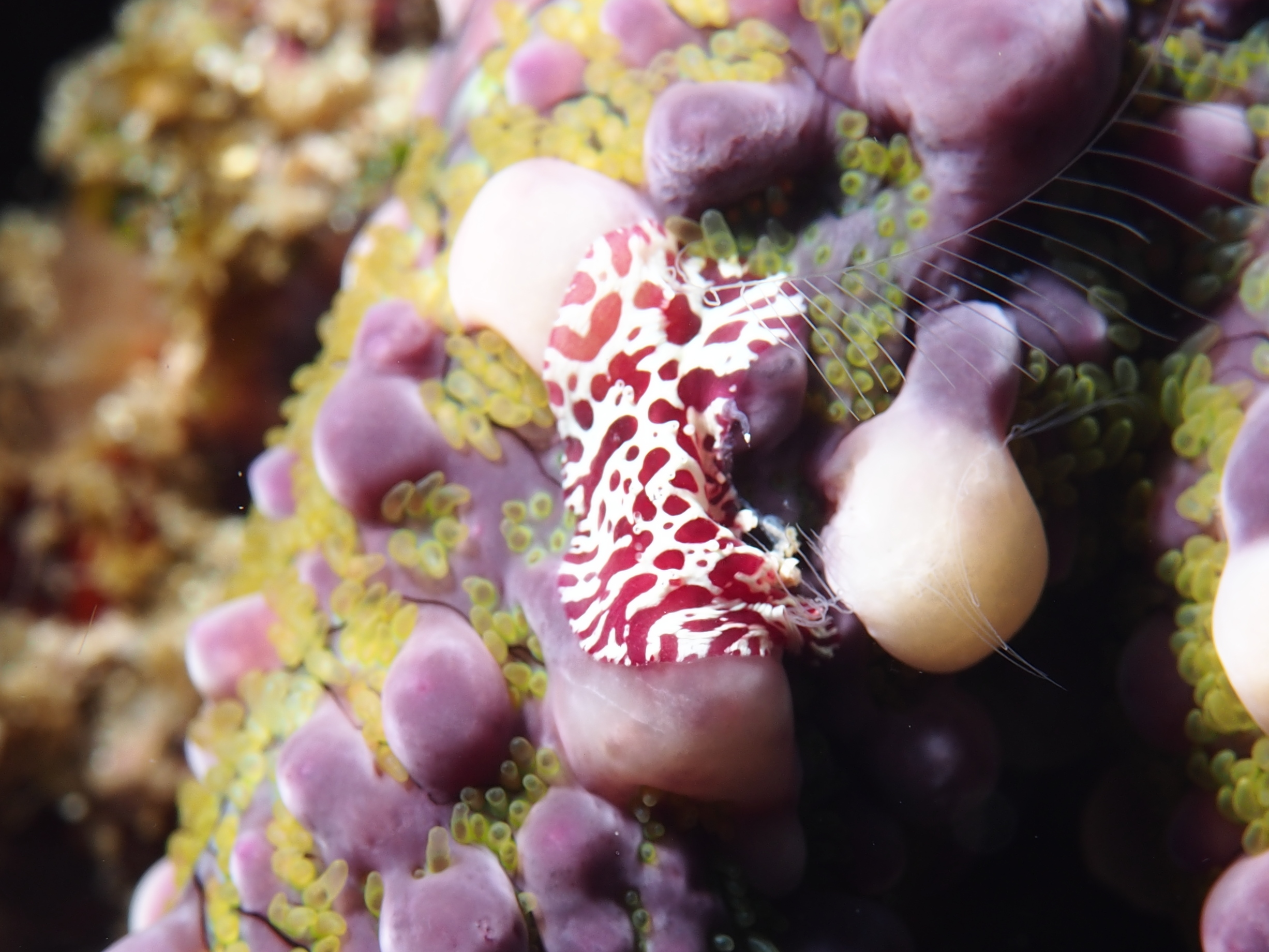
Coeloplana astericola mit Tentakeln, die mit Tentillen besetzt sind (bei Lembeh, einer Insel vor der Nordostküste von Sulawesi in der Nähe der Stadt Bitung, Indonesien)

Coeloplana astericola ist eine bodenlebende (benthische) Art von Kammquallen der Ordnung Platyctenida aus dem tropischen westlichen Indopazifik, die als Episymbiont auf Seesternen wie Echinaster luzonicus lebt.

## Beschreibung
Wie typisch für Coeloplana-Arten ist die Art abgeflacht und von unregelmäßiger, veränderlicher Gestalt. Sie ist amöboid beweglich und kann durch Vorstrecken von lappenartigen Auswüchsen ihre Gestalt permanent verändern. Sie kriecht in einer gleichmäßigen, an einen Plattwurm erinnernden Bewegung über die Oberfläche ihres Wirts. Eine genaue Größenangabe ist demgemäß unmöglich, die größten beobachteten Exemplare erreichen ausgestreckt nach der Erstbeschreibung etwa zehn Millimeter, nach anderen Angaben sogar bis 16 Millimeter Länge. Sehr charakteristisch und artspezifisch ist die Färbung: Die Tiere sind entweder in der Grundfarbe intensiv rot gefärbt mit einem unregelmäßigen, hell gelblichen Fleckenmuster, oder umgekehrt mit roten Flecken auf gelblichem Grund. Die Oberfläche ist auf der oralen Seite dicht mit Cilien besetzt, auf der aboralen nackt. In der Mitte der aboralen (Rücken-)Seite liegt die Statocyste, das Schweresinnesorgan der Rippenquallen. Umgeben ist diese von vier halbmondförmigen Reihen zurückziehbarer und hohler, warzenartiger Auswüchse (Papillen).
Die Art ernährt sich über zwei ausstülpbare und in jeweils eine Tentakeltasche rückziehbare Tentakel, die, einfach verzweigt in einer Ebene, Tentillen genannte Äste tragen. Die beutefangenden Klebzellen oder Colloblasten sind bei der Art verhältnismäßig klein, ansonsten entspricht die Gestalt der Tentakel dem für die Gattung typischen. Diese sind immer sehr lang, sie können sechs- bis achtfache Körperlänge erreichen.
Die Art ist von anderen Vertretern der Gattung anhand der Färbung, der Größe und der Anordnung der Papillen unterscheidbar.

## Lebensraum und Lebensweise
Die Art wurde vom Erstbeschreiber gefunden und beschrieben als spezialisierter Bewohner des Seesterns Echinaster luzonicus (Familie Echinasteridae, Spinulosida) vor der Insel Ambon (Indonesien); später fand er sie häufig auf demselben Seestern in den flachen Küstengewässern vor den indonesischen Kei-Inseln. Die leuchtend farbigen Rippenquallen heben sich markant von dem einfarbig braunen Seestern ab. Mortensen fand ihn bei Nachsuche auf keiner anderen dort vorkommenden Seestern-Art. Der russischstämmige Zoologe Konstantin Dawydoff, der die Meeresregion eingehend erforschte, kannte aus den indonesischen Gewässern keine andere Art der Gattung Coeloplana.
Die Nahrungsaufnahme wurde im Detail nur an der verwandten Art Coeloplana bannworthi untersucht. Diese fahren die Tentakel mit der Strömung aus, die sensorischen Flimmerhärchen werden dann durch schwimmende Organismen des Planktons stimuliert, so dass die Tentillen in diese Richtung ausfahren und die Beute einfangen. Von anderen Coeloplana-Arten ist bekannt, dass sie sich von ihrem Wirt lösen und frei im Wasser schwimmen können (zwei Arten sind nur aus dem Plankton bekannt); dies ist auch bei dieser Art anzunehmen.
Die meisten Kammquallen sind Zwitter (Hermaphroditen); Selbstbefruchtung kann vorkommen, Kreuzbefruchtung (zwischen unterschiedlichen Individuen) ist aber häufiger.
Die Embryonen werden zunächst in spezialisierten Brutsäcken gehalten, bevor sie als planktonische Larven freigesetzt werden. Die Gattung Coeloplana weist interne Befruchtung auf.

## Andere Mitglieder der Gattung
Die Gattung Coeloplana umfasst etwa 30 Arten, die fast alle als Epibionten auf anderen Meeresorganismen leben. Nur eine Art, Coenoplana meteoris Thiel, 1968 lebt frei am Meeresboden. Neben Coenoplana astericola sind noch fünf andere Arten als Epibionten auf Stachelhäutern bekannt. Die meisten Vertreter der Gattung leben auf Nesseltieren, die meisten davon auf Weichkorallen, andere sind von Meeresalgen bekannt geworden.